# Leichtathletik-Halleneuropameisterschaften 1998
Die 25. Leichtathletik-Halleneuropameisterschaften fanden vom 27. Februar bis 1. März 1998 im Palacio Velódromo Luis Puig in Valencia statt.
Während der Wettkämpfe wurden zwei Weltrekorde aufgestellt: durch Anschela Balachonowa im Stabhochsprung und durch Ashia Hansen im Dreisprung. Insgesamt erzielten die Athleten in Valencia 17 nationale Rekorde.

## Ergebnisse Männer

### 60 m
| Platz | Athlet               | Land | Zeit (s) |
| ----- | -------------------- | ---- | -------- |
| 1     | Angelos Pavlakakis   | GRE  | 6,55     |
| 2     | Jason Gardener       | GBR  | 6,59     |
| 3     | Stéphane Cali        | FRA  | 6,60     |
| 4     | Marcin Krzywański    | POL  | 6,61     |
| 5     | Ryszard Pilarczyk    | POL  | 6,64     |
| 6     | Georgios Theodoridis | GRE  | 6,68     |
| 7     | Andrea Amici         | ITA  | 6,70     |
| 8     | Patrik Lövgren       | SWE  | 6,71     |

Datum: 28. Februar

### 200 m
| Platz | Athlet                | Land | Zeit (s) |
| ----- | --------------------- | ---- | -------- |
| 1     | Serhij Ossowytsch     | UKR  | 20,40    |
| 2     | Anninos Markoullidis  | CYP  | 20,65    |
| 3     | Allyn Condon          | GBR  | 20,68    |
| 4     | Julian Golding        | GBR  | 20,84    |
| 5     | Douglas Turner        | GBR  | 21,51    |
| 6     | Prodromos Katsantonis | CYP  | 22,49    |

Datum: 1. März

### 400 m
| Platz | Athlet               | Land | Zeit (s) |
| ----- | -------------------- | ---- | -------- |
| 1     | Ruslan Maschtschenko | RUS  | 45,90    |
| 2     | Ashraf Saber         | ITA  | 45,99    |
| 3     | Robert Maćkowiak     | POL  | 46,00    |
| 4     | Tomasz Czubak        | POL  | 47,18    |
| 5     | Carlos Silva         | POR  | 47,32    |
| 6     | Sean Baldock         | GBR  | 50,05    |

Datum: 1. März

### 800 m
| Platz | Athlet         | Land | Zeit (min) |
| ----- | -------------- | ---- | ---------- |
| 1     | Nils Schumann  | GER  | 1:47,02    |
| 2     | Marko Koers    | NED  | 1:47,20    |
| 3     | Vebjørn Rodal  | NOR  | 1:47,40    |
| 4     | James Nolan    | IRL  | 1:47,81    |
| 5     | David Matthews | IRL  | 1:48,37    |
| 6     | Iwan Komar     | BLR  | 1:50,94    |

Datum: 1. März

### 1500 m
| Platz | Athlet               | Land | Zeit (min) |
| ----- | -------------------- | ---- | ---------- |
| 1     | Rui Silva            | POR  | 3:44,57    |
| 2     | Kader Chekhamani     | FRA  | 3:44,89    |
| 3     | Andrei Sadoroschny   | RUS  | 3:44,93    |
| 4     | Andrés Manuel Díaz   | ESP  | 3:45,18    |
| 5     | Leszek Zblewski      | POL  | 3:45,67    |
| 6     | Branko Zorko         | CRO  | 3:45,83    |
| 7     | Antonio Travassos    | POR  | 3:46,00    |
| 8     | José Antonio Redolat | ESP  | 3:48,74    |

Datum: 28. Februar

### 3000 m
| Platz | Athlet            | Land | Zeit (min) |
| ----- | ----------------- | ---- | ---------- |
| 1     | John Mayock       | GBR  | 7:55,09    |
| 2     | Manuel Pancorbo   | ESP  | 7:55,23    |
| 3     | Alberto García    | ESP  | 7:55,24    |
| 4     | Isaac Viciosa     | ESP  | 7:55,45    |
| 5     | Serhij Lebid      | UKR  | 7:55,62    |
| 6     | Ovidiu Olteanu    | ROU  | 7:56,09    |
| 7     | Massimo Pegoretti | ITA  | 7:56,27    |
| 8     | Bouabdellah Tahri | FRA  | 7:59,17    |

Datum: 1. März

### 60 m Hürden
| Platz | Athlet              | Land | Zeit (s) |
| ----- | ------------------- | ---- | -------- |
| 1     | Igors Kazanovs      | LAT  | 7,54     |
| 2     | Tomasz Ścigaczewski | POL  | 7,56     |
| 3     | Mike Fenner         | GER  | 7,58     |
| 4     | Jonathan N’Senga    | BEL  | 7,59     |
| 5     | Dan Philibert       | FRA  | 7,60     |
| 6     | Jewgeni Petschonkin | RUS  | 7,66     |
| 7     | Andy Tulloch        | GBR  | 7,66     |
| 8     | Ronald Mehlich      | POL  | 7,68     |

Datum: 1. März

### Hochsprung
| Platz | Athlet               | Land | Höhe (m) |
| ----- | -------------------- | ---- | -------- |
| 1     | Artur Partyka        | POL  | 2,31     |
| 2     | Wjatscheslaw Woronin | RUS  | 2,31     |
| 3     | Tomáš Janků          | CZE  | 2,29     |
| 4     | Jan Janků            | CZE  | 2,26     |
| 5     | Lambros Papakostas   | GRE  | 2,26     |
| 6     | Elvir Krehmić        | BIH  | 2,22     |
| 6     | Dragutin Topić       | YUG  | 2,22     |
| 8     | Dimitris Kokotis     | GRE  | 2,22     |

Datum: 1. März

### Stabhochsprung
| Platz | Athlet         | Land | Höhe (m) |
| ----- | -------------- | ---- | -------- |
| 1     | Tim Lobinger   | GER  | 5,80     |
| 2     | Michael Stolle | GER  | 5,80     |
| 3     | Daniel Ecker   | GER  | 5,75     |
| 4     | Montxu Miranda | ESP  | 5,70     |
| 5     | Javier García  | ESP  | 5,60     |
| 6     | Martin Voss    | DEN  | 5,60     |
| 7     | Ilijan Efremow | BUL  | 5,60     |
| 8     | Romain Mesnil  | FRA  | 5,50     |
| 8     | Jean Galfione  | FRA  | 5,50     |

Datum: 28. Februar

### Weitsprung
| Platz | Athlet                  | Land | Weite (m) |
| ----- | ----------------------- | ---- | --------- |
| 1     | Oleksij Lukaschewytsch  | UKR  | 8,06      |
| 2     | Carlos Calado           | POR  | 8,05      |
| 3     | Emmanuel Bangué         | FRA  | 8,05      |
| 4     | Alexei Musichin         | RUS  | 8,00      |
| 5     | Yago Lamela             | ESP  | 7,95      |
| 6     | Romuald Ducros          | FRA  | 7,84      |
| 7     | Kader Klouchi           | FRA  | 7,84      |
| 8     | Konstandinos Koukodimos | GRE  | 7,74      |

Datum: 28. Februar

### Dreisprung
| Platz | Athlet               | Land | Weite (m) |
| ----- | -------------------- | ---- | --------- |
| 1     | Jonathan Edwards     | GBR  | 17,43     |
| 2     | Charles Friedek      | GER  | 17,15     |
| 3     | Serge Hélan          | FRA  | 17,02     |
| 4     | Rogel Nachum         | ISR  | 16,93     |
| 5     | Raúl Chapado         | ESP  | 16,87     |
| 6     | Jurij Ossypenko      | UKR  | 16,86     |
| 7     | Wjatscheslaw Taranow | RUS  | 16,75     |
| 8     | Francis Agyepong     | GBR  | 16,57     |

Datum: 1. März

### Kugelstoßen
| Platz | Athlet             | Land | Weite (m) |
| ----- | ------------------ | ---- | --------- |
| 1     | Oliver-Sven Buder  | GER  | 21,47     |
| 2     | Mika Halvari       | FIN  | 20,59     |
| 3     | Arsi Harju         | FIN  | 20,53     |
| 4     | Dragan Perić       | YUG  | 20,21     |
| 5     | Roman Wirastjuk    | UKR  | 20,19     |
| 6     | Manuel Martínez    | ESP  | 20,09     |
| 7     | Oleksandr Bahatsch | UKR  | 19,89     |
| 8     | Michael Mertens    | GER  | 20,17     |

Datum: 28. Februar
Der ursprünglich Sechstplatzierte Tscheche Miroslav Menc (20,17 m) wurde wegen Dopings nachträglich disqualifiziert.

### Siebenkampf
| Platz | Athlet              | Land | Punkte |
| ----- | ------------------- | ---- | ------ |
| 1     | Sebastian Chmara    | POL  | 6415   |
| 2     | Dezső Szabó         | HUN  | 6249   |
| 3     | Lew Lobodin         | RUS  | 6226   |
| 4     | Tomáš Dvořák        | CZE  | 6175   |
| 5     | Jón Arnar Magnússon | ISL  | 6170   |
| 6     | Alexander Awerbuch  | RUS  | 6144   |
| 7     | Indrek Kaseorg      | EST  | 6055   |
| 8     | Javier Benet        | ESP  | 6044   |

Datum: 28. Februar und 1. März
Der Siebenkampf besteht aus den Disziplinen 60-Meter-Lauf, Weitsprung, Kugelstoßen, Hochsprung, 60-Meter-Hürdenlauf, Stabhochsprung und 1000-Meter-Lauf.

## Ergebnisse Frauen

### 60 m
| Platz | Athletin          | Land | Zeit (s) |
| ----- | ----------------- | ---- | -------- |
| 1     | Melanie Paschke   | GER  | 7,14     |
| 2     | Frédérique Bangué | FRA  | 7,18     |
| 3     | Odiah Sidibé      | FRA  | 7,22     |
| 4     | Ekaterini Thanou  | GRE  | 7,23     |
| 5     | Ekaterini Koffa   | GRE  | 7,24     |
| 6     | Iryna Pucha       | UKR  | 7,28     |
| 7     | Andrea Philipp    | GER  | 7,28     |
| 8     | Alenka Bikar      | SLO  | 7,40     |

Datum: 28. Februar

### 200 m
| Platz | Athletin               | Land | Zeit (s) |
| ----- | ---------------------- | ---- | -------- |
| 1     | Swetlana Gontscharenko | RUS  | 22,46    |
| 2     | Melanie Paschke        | GER  | 22,50    |
| 3     | Ekaterini Koffa        | GRE  | 22,86    |
| 4     | Birgit Rockmeier       | GER  | 23,24    |
| 5     | Donna Fraser           | GBR  | 23,53    |
| 6     | Natalja Woronowa       | RUS  | 24,29    |

Datum: 1. März

### 400 m
| Platz | Athletin         | Land | Zeit (s) |
| ----- | ---------------- | ---- | -------- |
| 1     | Grit Breuer      | GER  | 50,45    |
| 2     | Ionela Târlea    | ROU  | 50,56    |
| 3     | Helena Fuchsová  | CZE  | 51,22    |
| 4     | Ester Goossens   | NED  | 51,82    |
| 5     | Irina Rossichina | RUS  | 52,73    |
| 6     | Hana Benešová    | CZE  | 54,89    |

Datum: 1. März

### 800 m
| Platz | Athletin           | Land | Zeit (min) |
| ----- | ------------------ | ---- | ---------- |
| 1     | Ludmila Formanová  | CZE  | 2:02,30    |
| 2     | Malin Ewerlöf      | SWE  | 2:03,61    |
| 3     | Judit Varga        | HUN  | 2:03,81    |
| 4     | Stella Jongmans    | NED  | 2:01,50    |
| 5     | Petja Straschilowa | BUL  | 2:05,74    |
| 6     | Stephanie Graf     | AUT  | 2:07,99    |

Datum: 1. März

### 1500 m
| Platz | Athletin           | Land | Zeit (min) |
| ----- | ------------------ | ---- | ---------- |
| 1     | Theresia Kiesl     | AUT  | 4:13,62    |
| 2     | Lidia Chojecka     | POL  | 4:14,93    |
| 3     | Violeta Szekely    | ROU  | 4:15,54    |
| 4     | Sylvia Kühnemund   | GER  | 4:15,64    |
| 5     | Luminita Gogirlea  | ROU  | 4:16,68    |
| 6     | Maite Zúñiga       | ESP  | 4:18,41    |
| 7     | Brigitta Tusai     | HUN  | 4:18,44    |
| 8     | Frédérique Quentin | FRA  | 4:18,94    |

Datum: 28. Februar

### 3000 m
| Platz | Athletin                     | Land | Zeit (min) |
| ----- | ---------------------------- | ---- | ---------- |
| 1     | Gabriela Szabo               | ROU  | 8:49,96    |
| 2     | Fernanda Ribeiro             | POR  | 8:51,42    |
| 3     | Marta Domínguez              | ESP  | 8:57,72    |
| 4     | Jeļena Čelnova               | LAT  | 9:00,78    |
| 5     | Chrysostomia Iakovou         | GRE  | 9:01,06    |
| 6     | Zahia Dahmani                | FRA  | 9:02,77    |
| 7     | Kristina da Fonseca-Wollheim | GER  | 9:03,45    |
| 8     | Olga Jegorowa                | RUS  | 9:05,74    |

Datum: 1. März

### 60 m Hürden
| Platz | Athletin               | Land | Zeit (s) |
| ----- | ---------------------- | ---- | -------- |
| 1     | Patricia Girard        | FRA  | 7,85     |
| 2     | Swetlana Lauchowa      | RUS  | 8,01     |
| 3     | Diane Allahgreen       | GBR  | 8,02     |
| 4     | Anna Leszczyńska-Łazor | POL  | 8,15     |
| 5     | María José Mardomingo  | ESP  | 8,16     |
| 6     | Caren Sonn             | GER  | 8,24     |
| 7     | Brigita Bukovec        | SLO  | 8,34     |
| 8     | Heike Blaßneck         | GER  | 8,95     |

Datum: 1. März

### Hochsprung
| Platz | Athletin          | Land | Höhe (m) |
| ----- | ----------------- | ---- | -------- |
| 1     | Monica Iagăr      | ROU  | 1,96     |
| 2     | Alina Astafei     | GER  | 1,94     |
| 3     | Jelena Jelessina  | RUS  | 1,94     |
| 4     | Jelena Guljajewa  | RUS  | 1,92     |
| 5     | Zuzana Kovačiková | CZE  | 1,92     |
| 6     | Susan Jones       | GBR  | 1,92     |
| 7     | Pia Zinck         | DEN  | 1,89     |
| 8     | Marta Mendía      | ESP  | 1,85     |

Datum: 28. Februar

### Stabhochsprung
| Platz | Athletin             | Land | Höhe (m) |
| ----- | -------------------- | ---- | -------- |
| 1     | Anschela Balachonowa | UKR  | 4,45     |
| 2     | Daniela Bártová      | CZE  | 4,40     |
| 3     | Vala Flosadóttir     | ISL  | 4,40     |
| 4     | Janine Whitlock      | GBR  | 4,25     |
| 5     | Nicole Rieger        | GER  | 4,25     |
| 6     | Zsuzsanna Szabó      | HUN  | 4,15     |
| 7     | Eszter Szemerédi     | HUN  | 4,15     |
| 8     | Amandine Homo        | FRA  | 4,05     |

Datum: 1. März

### Weitsprung
| Platz | Athletin              | Land | Weite (m) |
| ----- | --------------------- | ---- | --------- |
| 1     | Fiona May             | ITA  | 6,91      |
| 2     | Tatjana Ter-Mesrobjan | RUS  | 6,72      |
| 3     | Linda Ferga           | FRA  | 6,67      |
| 4     | Magdalena Christowa   | BUL  | 6,60      |
| 5     | Niki Xanthou          | GRE  | 6,55      |
| 6     | Monica Toth           | ROU  | 6,39      |
| 7     | Olena Chlopotnowa     | UKR  | 6,38      |
| 8     | Claudia Gerhardt      | GER  | 6,29      |

Datum: 1. März

### Dreisprung
| Platz | Athletin         | Land | Weite (m) |
| ----- | ---------------- | ---- | --------- |
| 1     | Ashia Hansen     | GBR  | 15,16     |
| 2     | Šárka Kašpárková | CZE  | 14,76     |
| 3     | Jelena Lebedenko | RUS  | 14,32     |
| 4     | Olga Vasdeki     | GRE  | 14,29     |
| 5     | Rodica Mateescu  | ROU  | 14,27     |
| 6     | Betty Lise       | FRA  | 14,26     |
| 7     | Cristina Nicolau | ROU  | 14,12     |
| 8     | Petra Lobinger   | GER  | 14,02     |

Datum:

### Kugelstoßen
| Platz | Athletin           | Land | Weite (m) |
| ----- | ------------------ | ---- | --------- |
| 1     | Irina Korschanenko | RUS  | 20,25     |
| 2     | Wita Pawlysch      | UKR  | 20,00     |
| 3     | Corrie de Bruin    | NED  | 18,97     |
| 4     | Krystyna Danilczyk | POL  | 18,81     |
| 5     | Nadine Kleinert    | GER  | 18,42     |
| 6     | Judy Oakes         | GBR  | 18,42     |
| 7     | Swetla Mitkowa     | BUL  | 18,35     |
| 8     | Mihaela Oana       | ROU  | 18,08     |

Datum: 28. Februar

### Fünfkampf
| Platz | Athletin           | Land | Punkte |
| ----- | ------------------ | ---- | ------ |
| 1     | Urszula Włodarczyk | POL  | 4808   |
| 2     | Irina Belowa       | RUS  | 4631   |
| 3     | Karin Specht       | GER  | 4523   |
| 4     | Tiia Hautala       | FIN  | 4473   |
| 5     | Marie Collonvillé  | FRA  | 4300   |
| 6     | Helena Vinarová    | CZE  | 4238   |
| 7     | Inma Clopés        | ESP  | 4234   |
| 8     | Julia Bennett      | GBR  | 4226   |

Datum: 27. Februar
Der Fünfkampf besteht aus den Disziplinen 60-Meter-Hürdenlauf, Hochsprung, Kugelstoßen, Weitsprung und 800-Meter-Lauf.

## Medaillenspiegel
| Medaillenspiegel Endstand nach 26 Entscheidungen | Medaillenspiegel Endstand nach 26 Entscheidungen | Medaillenspiegel Endstand nach 26 Entscheidungen | Medaillenspiegel Endstand nach 26 Entscheidungen | Medaillenspiegel Endstand nach 26 Entscheidungen | Medaillenspiegel Endstand nach 26 Entscheidungen |
| Platz                                            | Land                                             | Gold                                             | Silber                                           | Bronze                                           | Gesamt                                           |
| ------------------------------------------------ | ------------------------------------------------ | ------------------------------------------------ | ------------------------------------------------ | ------------------------------------------------ | ------------------------------------------------ |
| 1                                                | Deutschland                                      | 5                                                | 4                                                | 3                                                | 12                                               |
| 2                                                | Russland                                         | 3                                                | 4                                                | 4                                                | 11                                               |
| 3                                                | Polen                                            | 3                                                | 2                                                | 1                                                | 6                                                |
| 4                                                | Vereinigtes Königreich                           | 3                                                | 1                                                | 2                                                | 6                                                |
| 5                                                | Ukraine                                          | 3                                                | 1                                                | -                                                | 4                                                |
| 6                                                | Rumänien                                         | 2                                                | 1                                                | 1                                                | 4                                                |
| 7                                                | Frankreich                                       | 1                                                | 2                                                | 5                                                | 8                                                |
| 8                                                | Tschechien                                       | 1                                                | 2                                                | 2                                                | 5                                                |
| 9                                                | Portugal                                         | 1                                                | 2                                                | -                                                | 3                                                |
| 10                                               | Italien                                          | 1                                                | 1                                                | -                                                | 2                                                |
| 11                                               | Griechenland                                     | 1                                                | -                                                | 1                                                | 2                                                |
| 12                                               | Lettland                                         | 1                                                | -                                                | -                                                | 1                                                |
| 12                                               | Österreich                                       | 1                                                | -                                                | -                                                | 1                                                |
| 14                                               | Spanien                                          | -                                                | 1                                                | 2                                                | 3                                                |
| 15                                               | Finnland                                         | -                                                | 1                                                | 1                                                | 2                                                |
| 15                                               | Niederlande                                      | -                                                | 1                                                | 1                                                | 2                                                |
| 15                                               | Ungarn                                           | -                                                | 1                                                | 1                                                | 2                                                |
| 18                                               | Schweden                                         | -                                                | 1                                                | -                                                | 1                                                |
| 18                                               | Zypern                                           | -                                                | 1                                                | -                                                | 1                                                |
| 20                                               | Island                                           | -                                                | -                                                | 1                                                | 1                                                |
| 20                                               | Norwegen                                         | -                                                | -                                                | 1                                                | 1                                                |